# Gelgia Caduff
Gelgia Caduff ist eine Schweizer Sängerin aus dem Kanton Solothurn. Sie spielt auch Violine, Viola, Gitarre, Trompete und Piano.

## Wirken
Gelgia Caduff wirkt in verschiedenen Formationen mit wie Andy Hates Us, Cell Division und der Rockoper From Genesis To Decay und hat mit verschiedenen Musikern zusammengearbeitet wie Sven Friedrich, Kissin Black, Metallspürhunde, Paradox und Sylvia Heckendorn. Sie spielt ausserdem an der Violine und Viola im Orchester Laufental-Thierstein mit.
Von Kritikern wird Gelgia Caduff oft die „Schweizer Nina Hagen“ genannt. Ihr Genre bewegt sich von Rock über Klassik bis hin zu Growling.

## Diskografie
Alben
- 2000: Water Woman
- 2004: Tsunami
- 2008: Chymeia
- 2009: From Genesis To Decay (Rockoper)
- 2014: Traumprinz
- 2018: Heartstrings (Rockoper)

Singles
- 2004: Hypnotized (inkl. Videoclip)
- 2005: Dirge for the Doomed (inkl. Videoclip)